# 文林郎

文林郎（ぶんりんろう）は、唐朝の官職の一つ。文史を撰録する官僚のこと。

## 解説
唐の時代の官職の一つで、主に文書や記録の管理を担当。具体的には、秘書省に属し、文書の作成や保管、整理などを行う役割を担った。この職位は、隋の開皇6年（586年）に従九位という比較的低い位階に位置し設置されたが、楊帝の三年に廃止された。 
唐の武徳七年（624年）に復活し、九位から二十八位までとなった。 
宋代には九位から後に三十三位までとなったが、明朝、清朝でもその地位は続いた。明の時代には七位は当初内務大臣に与えられ、その後民政大臣に与えられた。清朝では、七位は文臨琅（ぶんりんろう）に与えられ、宦官として生まれた者には宣宜琅（せんぎろう）が与えられたが、清朝末期に廃止された。